# Rod Wave
Rodarius Marcell Green (San Petersburgo, Florida, 27 de agosto de 1999), conocido por su nombre artístico Rod Wave, es un rapero y cantante estadounidense.
Firmado por Alamo Records, Green es conocido por su fuerte voz y la incorporación de hip-hop y R&B, habiendo sido reconocido como un pionero del trap-soul. Green saltó a la fama con su sencillo de 2019 «Heart on Ice» que se hizo viral en TikTok antes de alcanzar el número 25 en el Billboard Hot 100. La canción precedió a su álbum de estudio debut, «Ghetto Gospel» (2019), que alcanzó el número diez en el Billboard 200 de Estados Unidos. Su segundo álbum, «Pray 4 Love» (2020), alcanzó el número dos de la lista e incluyó la canción «Rags2Riches» (remezclada con Lil Baby), que alcanzó el número 12 en el Billboard Hot 100.

## Biografía
Rodarius Marcell Green nació el 27 de agosto de 1998 en San Petersburgo, Florida.  Durante sus años de escuela primaria, Green experimentó una situación familiar difícil cuando sus padres se divorciaron y su padre terminó en la cárcel. Su familia, que atravesaba dificultades económicas, tuvo dificultades para brindarle el apoyo necesario. Como resultado, Green recurrió a las calles como medio para ganarse la vida. Desafortunadamente, esto lo llevó por un camino problemático, que incluyó múltiples estancias en centros juveniles y participación en diversas actividades ilícitas, como tráfico de drogas, robo, allanamiento y posesión de armas de fuego.  Green asistió a la Lakewood High School en San Petersburgo, y fue seleccionado para el Coro Primario All-State en 2009 y 2010.